# Say It Isn't So
Say It Isn't So est une chanson populaire d'Irving Berlin (Russie, 1888 - New York, 1989), composée et publiée en 1932.

## Contexte
Berlin a écrit la chanson alors qu'il était en perte de confiance à la suite de plusieurs revers. Estimant qu'elle n'aurait pas de succès, il l'a rangée dans un tiroir. C'est l'un de ses employés, Max Winslow, qui prit l'initiative de la montrer à Rudy Vallée, alors grande star de la radio.
Vallée, en l'interprétant dans son émission de radio, en fit un succès immédiat,.

## Sujet
Say It Isn't So est une "Torch Song", littéralement une "chanson aux flambeaux", c'est-à-dire une chanson sentimentale où il est question de non réciprocité ou de la perte de l'amour.

## Exemples d'interprétations[3]
- Ozzie Nelson et son orchestre (premier enregistrement, 30 aout 1932) [4]
- George Olsen and His Music (Septembre 1932)
- Rudy Vallée and His Connecticut Yankees (septembre 1932)
- Connee Boswell (1932, n ° 10) [5]
- Bing Crosby a enregistré la chanson pour son album Bing Crosby's Treasury - The Songs I Love (version 1968).
- Layton et Johnstone - Columbia DB982 (1932)
- Annette Hanshaw - Bannière – 32563 (1932)
- Bob et Alf Pearson - Impérial 2816 (1933)
- Julie London sur son album LP de 1955, Julie Is Her Name Vol 1. [6]
- Dinah Washington pour son album Au pays de la Hi-Fi (1956)[7].
- Teddi King - Un enregistrement de 1957 pour RCA-Victor[8], et ' Round Midnight (2008)
- Andy Williams pour son album Lonely Street (1959)[9].
- Stan Kenton - L'approche romantique (1961) [10]
- Aretha Franklin pour son album Laughing on the Outside (1963) [11]
- Stacey Kent - Le garçon d'à côté (2003) [12]
- Billie Holiday - Lady Sings the Blues (coffret 2010) [13]
- Lucy Maunder pour son album Songs in the Key of Black (2012)[14].
- The Caretaker, échantillonnant la chanson pour un morceau de son dernier album Everywhere at the End of Time (2016  –  2019)[15].